# 梶木剛
梶木 剛（かじき ごう、1937年5月8日 - 2010年5月19日）は、日本の文芸評論家。本名は佐藤春夫。

## 経歴
新潟県新潟市生まれ。1957年に新津高校を卒業し、法政大学文学部に入る。在学中に、吉本隆明と出会い、雑誌「試行」に文学評論を発表する。1962年より千葉県の県立高校に教諭として勤務し、1998年に退職する。その後、弘前学院大学教授、法政大学大学院講師などを務めた。
2010年5月19日0時8分、千葉市中央区の病院で食道癌による敗血症のため73歳で死去。

## 著書
- 『古代詩の論理』試行出版部 1969年
- 『斎藤茂吉 』1970年 (紀伊国屋新書)  増補版、芹沢出版、1977年
- 『思想的査証』国文社 1971年
- 『存在への征旅』 国文社 1972年
- 『知識の倫理』国文社 1974年
- 『夏目漱石論』勁草書房 1976年
- 『宿命の暗渠』芹沢出版、1977年
- 『横光利一の軌跡』国文社、1979年
- 『長塚節-自然の味解の光芒』芹沢出版、1980年
- 『折口信夫の世界-まれびとの存在』砂子屋書房、1982年
- 『柳田國男の思想』勁草書房、1989年
- 『正岡子規』勁草書房、1996年
- 『抒情の行程-茂吉、文明、佐太郎、赤彦』短歌新聞社、1999年
- 『写生の文学-正岡子規、伊藤左千夫、長塚節』短歌新聞社、2001年
- 『子規の像、茂吉の影』 短歌新聞社 2003年
- 『文学的視線の構図―梶木剛遺稿集』 深夜叢書社 2011年
- 『文学的思考の振幅』深夜叢書社 2012年
- 『文学的思念の光彩』深夜叢書社 2012年

## 論文
- 国立情報学研究所収録論文 国立情報学研究所.2010.05.23閲覧。

## 参考
- 『文学的思念の光彩』